# Marcinkowo, Braniewski
Marcinkowo [mart͡ɕinˈkɔvɔ] (tiếng Đức: Anticken)  là một ngôi làng ở quận hành chính của Gmina Braniewo, trong huyện Braniewski, Warmińsko-Mazurskie, ở miền bắc Ba Lan, gần biên giới với Kaliningrad của Nga. Nó nằm khoảng 10 kilômét (6 mi) phía đông nam Braniewo và 71 km (44 mi) phía tây bắc của thủ đô khu vực Olsztyn.
Làng có dân số 29 người.